# Mélamare
Mélamare és un municipi francès situat al departament del Sena Marítim i a la regió de Normandia. L'any 2007 tenia 757 habitants.

## Demografia

### Població
El 2007 la població de fet de Mélamare era de 757 persones. Hi havia 282 famílies de les quals 43 eren unipersonals (8 homes vivint sols i 35 dones vivint soles), 98 parelles sense fills, 121 parelles amb fills i 20 famílies monoparentals amb fills.
La població ha evolucionat segons el següent gràfic:
Habitants censats

### Habitatges
El 2007 hi havia 307 habitatges, 285 eren l'habitatge principal de la família, 15 eren segones residències i 7 estaven desocupats. 297 eren cases i 3 eren apartaments. Dels 285 habitatges principals, 251 estaven ocupats pels seus propietaris, 30 estaven llogats i ocupats pels llogaters i 4 estaven cedits a títol gratuït; 5 tenien dues cambres, 29 en tenien tres, 77 en tenien quatre i 174 en tenien cinc o més. 240 habitatges disposaven pel capbaix d'una plaça de pàrquing. A 96 habitatges hi havia un automòbil i a 176 n'hi havia dos o més.

### Piràmide de població
La piràmide de població per edats i sexe el 2009 era:
| Homes | Edats   | Dones |
| ----- | ------- | ----- |
| 0     | 95 o +  | 0     |
| 0     | 90 a 94 | 0     |
| 0     | 85 a 89 | 0     |
| 8     | 80 a 84 | 4     |
| 4     | 75 a 79 | 12    |
| 20    | 70 a 74 | 16    |
| 4     | 65 a 69 | 4     |
| 12    | 60 a 64 | 16    |
| 12    | 55 a 59 | 12    |
| 36    | 50 a 54 | 8     |
| 36    | 45 a 49 | 52    |
| 36    | 40 a 44 | 36    |
| 36    | 35 a 39 | 44    |
| 36    | 30 a 34 | 28    |
| 12    | 25 a 29 | 12    |
| 12    | 20 a 24 | 12    |
| 32    | 15 a 19 | 28    |
| 36    | 10 a 14 | 36    |
| 36    | 5 a 9   | 20    |
| 20    | 0 a 4   | 32    |

## Economia
El 2007 la població en edat de treballar era de 527 persones, 374 eren actives i 153 eren inactives. De les 374 persones actives 355 estaven ocupades (193 homes i 162 dones) i 19 estaven aturades (11 homes i 8 dones). De les 153 persones inactives 62 estaven jubilades, 45 estaven estudiant i 46 estaven classificades com a «altres inactius».

### Ingressos
El 2009 a Mélamare hi havia 289 unitats fiscals que integraven 787 persones, la mediana anual d'ingressos fiscals per persona era de 20.423 €.

### Activitats econòmiques
Dels 13 establiments que hi havia el 2007, 1 era d'una empresa alimentària, 1 d'una empresa de fabricació d'elements pel transport, 1 d'una empresa de fabricació d'altres productes industrials, 3 d'empreses de construcció, 3 d'empreses de comerç i reparació d'automòbils, 2 d'empreses de transport, 1 d'una empresa d'hostatgeria i restauració i 1 d'una empresa de serveis.
L'únic servei als particulars que hi havia el 2009 era un paleta.
Dels 2 establiments comercials que hi havia el 2009, 1 era una botiga de menys de 120 m² i 1 una fleca.
L'any 2000 a Mélamare hi havia 16 explotacions agrícoles que ocupaven un total de 530 hectàrees.

## Poblacions més properes
El següent diagrama mostra les poblacions més properes.